# Aelurillus cristatopalpus
Aelurillus cristatopalpus là một loài nhện trong họ Salticidae.
Loài này thuộc chi Aelurillus. Aelurillus cristatopalpus được Eugène Simon miêu tả năm 1902.